# Białe Jezioro (gmina Szamocin)
Białe Jezioro – jezioro w woj. wielkopolskim, w powiecie chodzieskim, w Szamocinie, leżące na terenie Doliny Środkowej Noteci.

## Dane morfometryczne
Powierzchnia zwierciadła wody według różnych źródeł wynosi od 2,9 ha (lustra wody i ogólna) przez 10,5 ha do 20,7 ha.
Zwierciadło wody położone jest na wysokości 64,8 m n.p.m. lub 64,1 m n.p.m. Średnia głębokość jeziora wynosi 4,0 m, natomiast głębokość maksymalna 7,0 m.

## Hydronimia
Według spisu opracowanego przez Komisję Nazw Miejscowości i Obiektów Fizjograficznych (KNMiOF) nazwa tego jeziora to Białe Jezioro. Dane z państwowego rejestru nazw geograficznych podają taką samą zestandaryzowaną nazwę tego jeziora i nie podają nazw obocznych.